# 1964 à Paris
 Chronologie de l'histoire de Paris
- 1960
- 1961
- 1962
- 1963
- 1964
- 1965
- 1966
- 1967
- 1968

Cette page concerne l'année 1964 du calendrier grégorien.

## Chronologie
- Parution du récit autobiographique d'Ernest Hemingway Paris est une fête, chez Gallimard[1],[2].

### Janvier
- 15 janvier au 4 février : après un premier concert à Versailles, les Beatles se produisent à l'Olympia[3],[4]. Ces concerts, les premiers en France des Beatles, sont une étape importante de leur carrière[5].

### Février
- 14 et 15 février : sommet franco-allemand entre le chancelier fédéral Ludwig Erhard et le général Charles de Gaulle[6].

### Mars
- 9 mars : ouverture du premier Salon international de l'agriculture par le ministre de l'agriculture Edgard Pisani[7].
- Le conseil municipal de Paris vote la création de la voie express rive droite, sur berges[8].

### Mai
- du 14 au 17 mai : XVIIe congrès du Parti communiste français, à la salle de la Mutualité[9].
- du 27 mai au 3 juin : célébration du 8e centenaire de Notre-Dame de Paris[10].

### Juin
- 21 juin : Jacques Lacan fonde l'École freudienne de Paris[11].
- 24 juin : André Malraux fait inscrire la Tour Eiffel à l'inventaire supplémentaire des Monuments historiques[12].

### Juillet
- 10 juillet : loi de réorganisation de la région parisienne, qui programme la disparition des départements de la Seine et de la Seine-et-Oise, et l'attribution du double statut de commune et de département à Paris, mesure qui entre en vigueur en 1968[13],[14].
- 16 juillet : une foule d'entre 500 000 (selon l'AFP) et un million de personnes (selon le PCF) suit le cortège funèbre de Maurice Thorez, du siège du Parti communiste, 44 rue Le Peletier, au cimetière du Père-Lachaise[15],[16].

### Août
- 2 août : célébration officielle du cinquantenaire de la mobilisation générale de 1914, organisée par le général de Gaulle et marquée par un défilé militaire à la gare de l'Est, devant plus de 20 000 spectateurs[17].
- 25 août : célébration officielle du vingtième anniversaire de la Libération de Paris, organisée par le général de Gaulle : cérémonies à la gare Montparnasse, à la gare de l'Est, au Mont Valérien et à l'Hôtel de ville de Paris[17].

### Septembre
- Paris est marqué par de grands travaux, dont la construction du nouveau quartier Maine-Montparnasse et des aménagements du boulevard périphérique[18].
- 23 septembre : dévoilement du nouveau plafond de la grande salle de l'opéra Garnier, peint par Marc Chagall[19].

### Octobre
- La faculté des lettres et sciences humaines de Nanterre (qui devient plus tard l'Université Paris Ouest Nanterre La Défense, également appelée « université Paris-X »), ouvre ses portes, en tant qu'annexe de la Sorbonne[20].
- 20 octobre : premier concert des Rolling Stones à Paris, à l'Olympia[21].
- 21 octobre - 10 janvier 1965 : spectacle de Georges Brassens à Bobino[22].

### Novembre
- 6 et 7 novembre : congrès fondateur de la CFDT au Palais des Sports de Paris[23].

### Décembre
- 7 décembre : le marchand d'art italien Ivanhoe Trivulzio brûle des tableaux d'artistes contemporains place de la Contrescarpe et vend des reproductions de ces tableaux, appelées Festoman[24].
- 19 décembre : translation au Panthéon des cendres de Jean Moulin et discours solennel d'André Malraux[25],[26].